# Уманский, Игорь Иванович
И́горь Иванович У́манский (укр. Ігор Іванович Уманський; род. 9 января 1975, Припять Киевской области) — украинский экономист, и. о. министра финансов Украины (2009—2010), его первый заместитель (2008—2010, 2014—2015).
Министр финансов Украины (с 4 по 30 марта 2020 года). Член СНБО (с 13 марта по 7 апреля 2020 года).

## Биография
Окончил Киевский национальный экономический университет (1997) по специальности «Экономика предприятия» по программе «Менеджмент проектов и консалтинг», магистр делового администрирования. Кандидат экономических наук (2012), диссертация «Формування та оцінювання інноваційного потенціалу оператора зв’язку».
С января 1997 по ноябрь 1998 года — главный специалист отдела инфраструктуры инвестиционной деятельности и международного инвестиционного сотрудничества Национального агентства Украины по вопросам развития и евроинтеграции.
С ноября 1998 по январь 2000 года — эксперт службы вице-премьера Украины по вопросам экономики.
С февраля по июнь 2000 года — заместитель руководителя группы советников министра экономики.
С июня 2000 по сентябрь 2001 года — руководитель департамента структурной политики Минэкономики.
С сентября 2001 по сентябрь 2003 года — заместитель госсекретаря Министерства экономики и евроинтеграции.
С июня 2004 по июнь 2005 года — директор департамента по роботе с проблемными банками генерального департамента банковского надзора НБУ. С августа 2005 по октябрь 2006 года — заместитель главы правления ОАО «Укртранснефть».
С мая по ноябрь 2007 года — заместитель главы Государственного ипотечного учреждения.
С ноября 2007 по январь 2008 года — заместитель главы Госагентства по инвестициям и инновациям.
С 9 января 2008 года первый заместитель, с 8 апреля 2009 года (фактически с декабря 2008 года) по 11 марта 2010 года и. о. министра финансов Украины. По информации «Экономической правды», затем ему предлагали должность в теневом правительстве Юлии Тимошенко, но он отказался.
В 2011 и в 2012—2013 годах старший преподаватель кафедры экономики предприятия и корпоративного управления Одесской национальной академии связи им. А. Попова, где в 2011—2012 годах аспирант.
В 2014 году член совета Gase Energy, Ltd (USA).
С октября 2014 по декабрь 2015 года вновь первый заместитель министра финансов Украины.
Советник Президента Украины (2016—2019). Советник руководителя ОПУ (2020).
Член Национального инвестиционного совета (с 12 марта 2020).
Госслужащий 2 ранга (2008), 3 ранга (2001).
Женат, три дочери.